# Doryteuthis gahi
Doryteuthis gahi (d'Orbigny, 1835) è una specie di calamaro di piccole dimensioni appartenente alla famiglia Loliginidae. Si trova nelle acque costiere del sud-est dell'Oceano Pacifico e del sud-ovest dell'Oceano Atlantico, dove viene pescato e consumato come alimento.

## Descrizione
Doryteuthis gahi è una specie di piccole dimensioni, con una lunghezza del mantello compresa tra 10 e 15 cm e un peso che varia tra 75 e 150 grammi. Il mantello è leggermente allungato e presenta, su entrambi i lati dell'estremità posteriore, pinne romboidali che misurano poco meno della metà della lunghezza del mantello. All'estremità anteriore si trovano quattro paia di braccia e un paio di tentacoli. Il terzo e il quarto paio di braccia sono più lunghi degli altri, e nei maschi il quarto braccio sinistro è eterodactilizzato vicino alla punta. I tentacoli sono lunghi e sottili, ciascuno terminante in una manus a forma di clava con ventose piccole e strette ai bordi e ventose leggermente più grandi al centro.

## Distribuzione e habitat
Questo calamaro si trova nel sud-est dell'Oceano Pacifico e nel sud-ovest dell'Oceano Atlantico. Nel Pacifico, il suo areale si estende lungo la costa dal sud del Perù fino al sud del Cile. Nell'Atlantico, si trova dal Golfo di San Matías, in Argentina, verso sud fino alla Terra del Fuoco, includendo la piattaforma continentale intorno alle Isole Falkland. È una specie di mare aperto che vive a profondità comprese tra la superficie e circa 350 metri.

## Biologia
Si conosce poco della biologia di questa specie, ma come tutti i calamari, è un predatore. Le prede vengono catturate con i tentacoli, afferrate e spostate verso la bocca con l'aiuto delle braccia, per poi essere masticate dal becco corneo. In Cile, sono stati identificati siti di deposizione delle uova a profondità comprese tra 10 e 15 metri. Masse di uova fragili, lunghe circa 25 mm e contenenti circa 15 embrioni, sono state trovate tra i fusti dell'alga kelp Lessonia trabeculata, in particolare in aree dove le alghe erano fortemente defogliate. Questo suggerisce che un ambiente semi-protetto, con un adeguato movimento dell'acqua, sia preferibile per la riproduzione. Doryteuthis gahi è spesso preda di Otaria flavescens, Alectis ciliaris e altri predatori.

## Pesca
Nell'Oceano Pacifico, questa specie viene per lo più catturata come pesca accessoria durante le operazioni di pesca a strascico mirate ad altre specie.
Nell'Oceano Atlantico, esiste una pesca dedicata a questa specie nelle acque intorno alle Isole Falkland/Islas Malvinas, dove rappresenta una risorsa importante, pescata principalmente sulla Piattaforma Patagonica. Il totale della pesca mondiale registrata nel 1999 è stato di 42505 tonnellate, con il maggior contributo proveniente dalle Isole Falkland, dove sono state catturate 22502 tonnellate.